# Wojciech Jaruzelski (zm. 1788)
Wojciech Jaruzelski herbu Ślepowron (zm. 1788) – chorąży bielski od 1788 roku, stolnik bielski w 1779 roku, wojski podlaski w 1765 roku.

## Życiorys
W 1764 roku podpisał elekcję Stanisława Augusta Poniatowskiego. W załączniku do depeszy z 2 października 1767 roku do prezydenta Kolegium Spraw Zagranicznych Imperium Rosyjskiego Nikity Panina, poseł rosyjski Nikołaj Repnin określił go jako posła wrogiego realizacji rosyjskich planów na sejmie 1767 roku, poseł ziemi bielskiej na sejm 1767 roku. Poseł na sejm 1784 roku z ziemi bielskiej.